# سانخت
سانخت أو حور سا ناختي هو الفرعون الثالث من أسرة مصرية ثالثة خلال المملكة المصرية القديمة. فترة حكمة الزمنية غير مؤكدة للغاية، ومن غير الواضح أيضا تحت أي تسمية إغريقية قد وثقه بها المؤرخ مانيتون. والكثير من علماء المصريات يصلون سا ناختي بالفرعون نيبكا ويعتقدون أنه هو نيبكا ولكن يبقى الأمر متنازع فيه لعدم وجود أي لقب ملكي لهذا الملك.

## هويته
هوية سا ناختي وموضعة في الاسرة الثلاثة غير واضح بالكامل ويبقى الموضوع في مناقشات. ويدعم قضية وجودة مصطبة زوسر وبعض الخربشات على الجدران والجرافيتي. ومكانته كمؤسس للأسرة المصرية الثالثة كما صنفه المؤرخ مانيتون وبردية تورين قد قوضت بشدة من قبل الاكتشافات الأثرية الأخيرة في أبيدوس وهذه الاكتشافات أثبتت انه من المرجح ان يكون زوسر هو المؤسس للأسرة المصرية الثالثة وانه هو الذي قام بدفن الفرعون خع سخموي من الأسرة المصرية الثانية